# Mølgaard
Mølgaard er en gammel hovedgård, som nævnes i sidste halvdel af det sekstende århundrede og ejedes af Jacob Seefeld til Visborggaard. Gården ligger i Havbro Sogn, Aars Herred, Ålborg Amt, Aars Kommune.
Mølgaard Gods er på 172 hektar med Gøttrupgård
Mølgård drives som landbrug og der er ikke offentlig adgang til hovedbygning eller anlæg.

## Ejere af Mølgaard
- (1406-1420) Erik Iversen Lykke
- (1420-1575) Forskellige Ejere
- (1575-1581) Jacob Seefeld
- (1581-1601) Laurits Munk
- (1601-1618) Karen Sørensdatter gift Munk
- (1618-1630) Niels Lauritsen Munk / Søren Lauritsen Munk
- (1630-1666) Søren Lauritsen Munk
- (1666-1667) Christen Sørensen Munk
- (1667) Claus Harbou
- (1667-1693) Anders Schiøning
- (1693-1695) Else Jørgensdatter Pors gift (1) Schiøning (2) von Stoltzig
- (1695-1717) Christian Daniel von Stoltzig
- (1717-1735) Anders Mortensen Kjærulf
- (1735) Andrea Kirstine Kjærulf gift Hielmstierne
- (1735-1749) Henrik Hielmstierne
- (1749-1765) Wulff Caspar von Lüttichau
- (1765-1775) Lucia Magdalene Ochsen gift von Lüttichau
- (1775-1795) Frederik Rubeck Christian von Bülow
- (1795-1802) Hans Juul Glud
- (1802-1846) Peder Kjeldsen
- (1846-1856) Mikkel Pedersen Kjeldsen / Niels Pedersen Kjeldsen
- (1856-1878) Niels Pedersen Kjeldsen
- (1878-1880) Niels Pedersen Kjeldsens dødsbo
- (1880-1907) Christian Nielsen Kjeldsen
- (1907) Aalborg Amts Udstykningsforeningen
- (1907-1932) Niels Jensen
- (1932-1952) Enke Fru Sigrid Jensen
- (1952-1978) Troels Jensen
- (1978-) Frans A. Krebs Hansen / Niels Krebs Hansen